# Fort St. Joseph (Ontario)

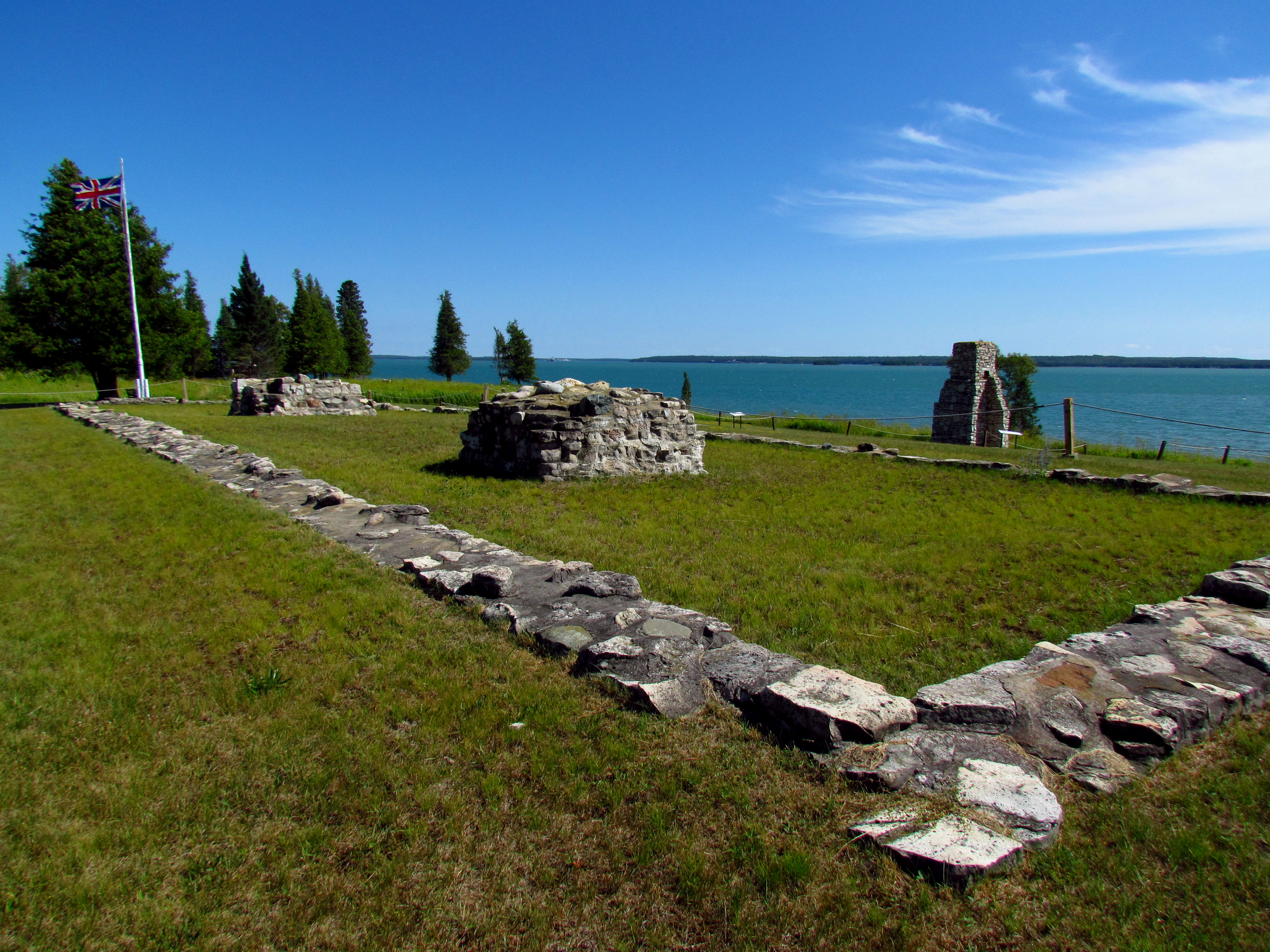
Resterna av Fort St. Joseph idag.

Fort St. Joseph var ett brittiskt militärt etablissemang 1796-1812, beläget på en ö i Huronsjön i västra Ontario. Det anlades ursprungligen som en ersättning för Fort Mackinac, som avträtts till USA 1796, men övergavs sedan den brittiska armén och kanadensisk milis tillsammans med allierade från dakota, ojibwa och ottawa återtagit Fort Mackinac under 1812 års krig. De övergivna anläggningarna brändes 1814 av en amerikansk truppstyrka och återuppbyggdes inte efter kriget. 